# Lac Gagnon (Papineau)
Pour les articles homonymes, voir Gagnon.
Le lac Gagnon est un plan d'eau douce situé de la municipalité de Duhamel (Québec), dans la municipalité régionale de comté (MRC) de Papineau, dans la région administrative de l'Outaouais, au Québec, au Canada.
Dès le milieu du XIXe siècle, la foresterie a été l'activité économique prédominante dans le secteur. Au XXe siècle, la villégiature et les activités récréotouristiques ont été mises en valeur. La villégiature est dense sur la rive ouest du lac, car la rive est s'avère plus montagneuse et moins favorable à la construction de chalets.

## Géographie
La plus grande partie du lac est située dans le canton Gagnon. D'une longueur de 13,4 km, ce lac s'avère un renflement de la rivière de la Petite Nation qui coule du nord au sud. L'embouchure du lac est au fond de la baie du sud. Cette rivière qui descend en traversant le lac de la Ferme, le lac Simon (Papineau) et le lac Barrière est un affluent de la rivière des Outaouais.
Le lac Gagnon est situé à l'ouest du lac Preston. Tandis que le lac Marcaut semble coincé dans les montagnes entre ces deux lacs.
Du côté ouest, le lac Gagnon reçoit les eaux de :
- l'ouest : ruisseau Jaune drainant les eaux notamment des lacs Raguindeau et Robillard (altitude : 296 m) ;
- l'ouest : rivière Ernest qui draine les eaux d'un ensemble de lacs notamment : du Diable (altitude : 233 m), du Corbeau (altitude : 269 m), petit lac du Corbeau, Devlin (altitude : 261 m), King, Petit lac Murphy, Ernest (altitude : 236 m), Philippe, Viarde, des Broussailles, à la Cruche, La Vasière, Lelat, Prince, Turck, Queen, Jouy, Laliac, Herbert, Kidney, Graix, Fasinant, Moufflet, Watistun et le ruisseau Mullet ;
- sud-ouest : ruisseau John drainant trois petits lacs dont le lac Guindon.

Le lac Gagnon comporte plusieurs baies : Bourgeois à l'est, Robillard à l'ouest. Il comporte aussi la Pointe à Baptiste s'avançant vers le nord à partir du sud ; cette pointe comporte plusieurs dizaines de chalets.

## Toponymie
Jadis, le lac Gagnon était désigné « Lac Long ». Les Algonquins qui campaient sur ses rives lors de leurs excursions, le désignaient Kajakokanak, terme signifiant l'animal porc-épic.
Les noms du canton Gagnon et du lac Gagnon sont interreliés. Ce toponyme évoque l'œuvre de vie de Charles-Antoine-Ernest Gagnon (1846-1901), qui exerça comme notaire. En 1880, il contribua à la fondation du journal libéral L'Électeur (devenu plus tard Le Soleil) en partenariat avec des principales personnalités politiques de son temps, dont Sir Wilfrid Laurier. Il a été élu député libéral de Kamouraska (1878-1890) à l'Assemblée législative. Il a exercé la fonction de ministre dans le cabinet Mercier (1887-1890) avant de devenir shérif du district de Québec, de 1890 à 1901,.
Le toponyme lac Gagnon a été officialisé le 5 décembre 1968 à la Banque des noms de lieux de la Commission de toponymie du Québec.

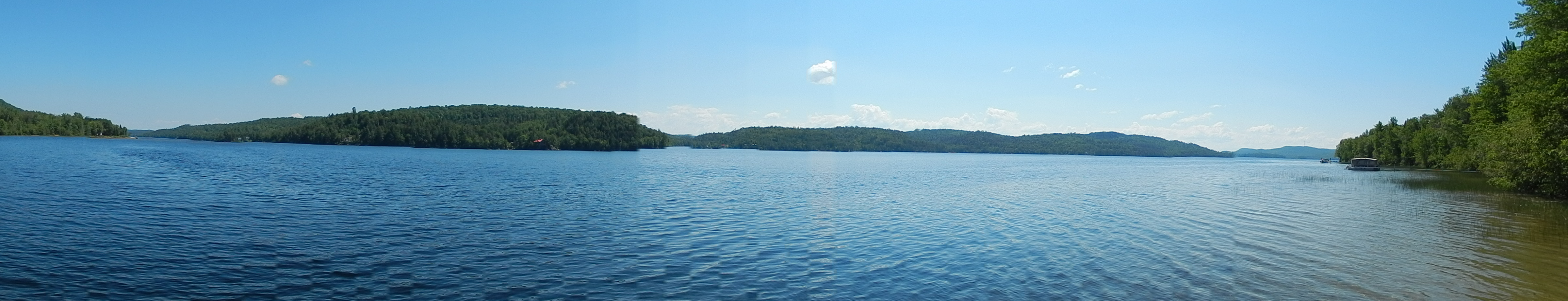
Vue panoramique du lac Gagnon à partir du quai municipal.